# Festlige feriedage
Festlige feriedage (originaltitel Les vacances de M. Hulot) er en fransk film fra 1953.
Monsieur Hulot ankommer til den franske atlanterhavskyst for at holde en uges ferie. Men den lille hyggelige badeby er ikke det fredelige ferieparadis, han forventer. Han havner tværtimod i et uoverskueligt helvede af irriterende børn og ubehagelige voksne. Bedre bliver det ikke, da den velmenende men noget klodsede Monsieur Hulot udløser en række mindre ulykker ved sin blotte tilstedeværelse. Den altoverskyggende hovedrolle varetages af Jacques Tati, der også selv har instrueret. I denne film stifter man for første gang bekendtskab med figuren Hulot.
I andre roller ses Nathalie Pascaud og Micheline Rolla.